# Triumphus

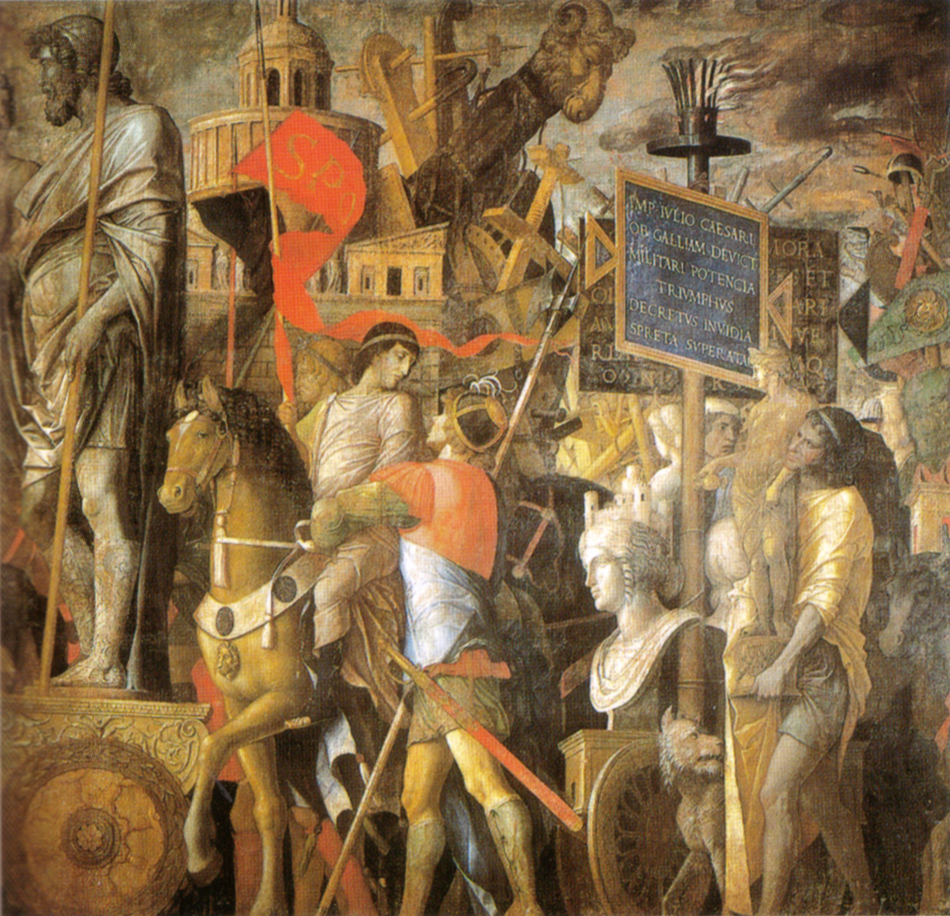
Cézár triumphusa (Andrea Mantegna, 1486 és 1505 körül)

A triumphus ünnepélyes diadalmenet volt, melyet a győzedelmes római hadvezérek tarthattak kitüntetésképpen. Ennek keretében a zsákmány, a hadifoglyok és katonáik kíséretében végigvonultak a Szent Úton (latinul Via Sacra), végül pedig áldozatot mutattak be a Capitoliumon Iuppiter istennek.

## A triumphus eredete
A triumphus pontos eredete meghatározhatatlan, elvégre győzelmi ünnepélyek már törzsi szinten élő társadalmakban is megtalálhatóak. Az ókori történetírók gyökereit Bacchus mítoszában, illetve Romulus győzelmeiben vélték megtalálni. Mindenesetre valószínű, hogy a triumphus kezdetektől fogva létezett, bár az idők folyamán sokat változott (így például a hadvezér harci szekere csak később jelent meg).

## A triumphus feltételei
Győztes csata után az imperator jelentést küldött a senatusnak egy babérkoszorús hírnökkel. Miután a senatus igazoltnak látta a győzelmet, az állam minden lakója nevében köszönetet mondott a hadvezérnek (supplicatio). Ezt olyan gyakran követte diadalmenet, hogy a köztársaság korának végére sokan már a procedúra szerves részének tekintették. Ezek után a győztes hadvezér hazatért Róma városa alá hadaival, de nem léphetett be a városba. A senatus a falakon kívül ült össze – általában Bellona vagy Apollo templomában – és lehetőséget adtak a hadvezérnek, hogy igényei jogosságát bizonyítsa.
A triumphusnak alapvető feltételei voltak, amiket azonban a senatus olykor figyelmen kívül hagyhatott:
- A hadvezérnek korábban be kellett töltenie a dictatori, consuli vagy praetori magistraturát. (Pompeius Kr. e. 81-es diadalmenete, amit egyszerű lovagként tartott 24 éves korában, volt az egyetlen kivétel ez alól a szabály alól.)
- A hadvezérnek hivatali idejében kellett kivívnia a győzelmet. A szabályozás később kibővült mindazokkal, akik imperiumát közvetlenül hivatali idejük lejárta után meghosszabbították, végül teljesen elhalt. A kései köztársasági időkben proconsulok és propraetorok is triumphálhattak, bármiféle megkötés nélkül.
- A győztes hadvezérnek személyesen kellett vezetnie a hadsereget az ütközetben.
- Legalább 5000 ellenséggel kellett végezni egy csatában, minél kisebb római veszteségek mellett. (Ezt a szabályt sokszor figyelmen kívül hagyták, és csak a hadjárat eredményessége volt a fontos.)
- Csak külső ellenséggel szemben aratott győzelem jogosította fel a hadvezért a diadalmenetre, a polgárháborús nem.
- A birodalom számára a győzelem területnövekedést kellett, hogy eredményezzen. Az elvesztett területek visszahódítása nem volt elegendő.
- A háborúnak a győzelemmel véget kellett érnie, a békének helyre kellett állnia.

A triumphus odaítélésének joga alapvetően a senatus kezében volt, de olykor a comitia tributa is jogot formált rá. Sőt, adott esetben a becsvágyó hadvezér ezek tiltakozása ellenére is triumphálhatott – mint például Lucius Postumius Megellus Kr. e. 294-ben – ez azonban nem volt jellemző; inkább a közeli Mons Albanuson rendezett ünnepéllyel kárpótolták magukat.
Amennyiben a senatus megszavazta a triumphust az imperatornak, egyúttal a megrendezéshez szükséges anyagiakat is rendelkezésére bocsátották. Az ülésen egy tribunus kérvényezte, hogy ez egyszer a városon belül is gyakorolhassa imperiumát hadai élén, ugyanis az csak Róma falain kívül volt érvényes.

## A diadalmenet
A triumphus kezdetben meglehetősen egyszerűen zajlott: a hadvezér kocsiját megelőzték a láncra vert hadifoglyok, mögötte pedig a felzászlózott, zsákmányt vivő hadsereg haladt a nép örömujjongása közepette, miközben mindenhol lakomákat rendeztek. Később a diadalmenet sokkal pompásabb körülmények között zajlott, amelyeket Onaphrius Panvinius De Triumpho (A triumphusról) című traktátusából ismerünk, de sok kiemelkedően gazdag triumphus emlékét megőrizték más ókori szerzők.
A kijelölt napon az ünnepi alkalomra kiöltözött lakosság az utcára tódult, és a középületek lépcsőin, valamint a különlegesen erre a célra összeácsolt lelátókon foglalt helyet. Minden templom nyitva állt, minden szentélyt és istenszobrot felvirágoztak, és mindenütt tömjént égettek. Eközben a városon kívül az imperator összehívta katonáit, és beszédet tartott hősiességükről, majd a zsákmányból megjutalmazta a legkiválóbbakat. Ezután a Porta Triumphalishoz ment, ahol a magistratusok által vezetett teljes senatusi testület fogadta.
A Capitoliumig a magistratusok és a senatorok vezették a menetet, akiket trombitások, illetve a zsákmány legértékesebb darabjaival (drágakövekkel, arannyal, ezüsttel, szobrokkal, értéktárgyakkal, fegyverekkel) megrakott szekerek követtek, illetve a legyőzött városok és területek makettjei. A szekereket fuvolások, őket pedig az áldozatnak kiszemelt, feldíszített bikák követték. Az áldozati bikákat különleges állatok követték (például elefántok), amelyeket a meghódított területről szereztek. Ekkor kerültek bemutatásra a legyőzött vezérek fegyverei és jelvényei, valamint maguk a vezérek. Ezután a szövetségesek ajándékai következtek, amikkel az imperatort tisztelték meg. A hadvezér kerek kocsiját megelőzték egyes sorban vonuló lictorai, akik babérlevelekkel díszített fascest hordoztak.
Az imperatort az első időkben vörösre festették, később ettől a szokástól eltekintettek. A hadvezér aranyozott tógát (toga picta) és virágos tunikát (tunica palmata) viselt, baljában jogart, jobbjában pedig babérvesszőt tartott. Fejét Delphoi jósdájából származó babérkoszorú ékesítette. A kocsiban kiskorú gyermekei, néha jó barátai kísérték egy közrabszolga mellett, aki Iuppiter etruszk koronáját, egy tömör aranyból készült koszorút tartott a feje fölé – talán a szemmelverés és átkok elkerülése végett kellett rabszolgának lennie. Egyébiránt a balszerencse elkerülése végett még csengettyűket, egy korbácsot és fascinumot (pénisz-modellt) erősítettek a kocsira. Tertullianus és a belőle merítő Ióannész Zónarasz szerint a rabszolga folyamatosan az alábbi mondatot súgdosta az imperator fülébe: „Respice post te, hominem memento te” („Tekints magad mögé! Ne feledd, hogy ember vagy!”), azonban erről a többi forrás nem tesz említést.
Az imperatori kocsi mellett és mögött haladtak lóháton a hadvezér felnőttkorú fiai, tisztjei és lovassága. A sort a gyalogság zárta, teljes létszámban, amely az Io Triumphe örömkiáltásai és a dicshimnuszok mellett szabadszájú gúnyverseket zengett a hadvezér „tiszteletére”.
A Capitoliumhoz érve a hadifoglyokat többnyire kivégezték (így járt a gall Vercingetorix, azonban például Perszeusz makedón király és Zenobia palmyrai királynő esetében kivételt tettek). Ezek után a zsákmány egy részét felajánlották Iuppiternek, a győzelmi koszorút az ölébe helyezték.
A diadalmenet estéjén az imperator barátaival közpénzen lakomázhatott Iuppiter templomában, majd éjszaka sípok és fáklyák kíséretében hazatért. Útján még ekkor is kíváncsiskodók tömege követte. Plutarkhosz és Valerius Maximus közlése szerint a templomi lakomára szokás volt meghívni a consulokat, majd egy üzenetben arra kérni őket, hogy ne jelenjenek meg – ezáltal az imperator maradt a legkimagaslóbb személyiség az estélyen. A triumphust általában egy napon belül végezték el, azonban ha olyan sok volt a zsákmány, vagy olyan nagy a hadsereg, hosszabb ideig is elhúzódhatott. Így például Flaminius diadalmenete három napig tartott.
A győztes hadvezér jutalomképpen egy ingyen házhelyet is kapott (domus triumphalis). Halála után hamvait a városfalakon belül helyezhették örök nyugalomra, és családja a háziszentélyben sok esetben diadalkocsis, koszorús szobrot állított emléke megőrzésére.

## Más diadalmenetek
A triumphus navalis tengeren aratott győzelem jutalma volt, és nem sokban különbözött a közönséges diadalmenettől. A zsákmány között felvonultatták az ellenséges hajók orrait és egyéb tengeri trófeákat. Az első ilyen diadalmenetet Caius Duiliushoz kötik, aki az első pun háború folyamán kivívta a római fölényt a Földközi-tenger nyugati medencéjében. Emellett összesen három másik ilyen diadalmenetről van tudomásunk: Kr. e. 241-ben Caius Lutatius Catulus, Kr. e. 189-ben Quintus Fabius Labeo, Kr. e. 167-ben pedig Cnaeus Octavius részesült a megtiszteltetésben.
A triumphus castrensist a táboron belül rendezték a katonák kiemelkedő teljesítményt nyújtó tisztjeik tiszteletére, akik nem részesülhettek hivatalos triumphusban.
A triumphusnál kisebb megtiszteltetést jelentettek az ovatiók (ld. ott).

## A triumphus eltűnése
Bár Marcus Antonius és Augustus még legatusaiknak engedélyezték a diadalmenetet, a császárkorban szokásossá vált, hogy csak az uralkodócsalád tagjai triumphálhattak, bár nagy kegyként a császárok másoknak is engedélyezhették. Olykor, ha diadalmenetet nem is, de a vele járó címeket és ruházatot (triumphalia ornamenta) adományozták hadvezéreiknek (az első ilyen vagy Marcus Vipsanius Agrippa, vagy Tiberius volt).
Az utolsó diadalmenetet Flavius Belisarius, I. Justinianus hadvezére tartotta Konstantinápolyban a 6. század közepén. Az antik szerzők szerint Romulus uralkodásától Belisariusig bezárólag összesen kb. 350 triumphust tartottak számon.